# 基尼思一世
基尼思一世（盖尔语：Cináed mac Feradaig；英語：Kenneth son of Feradach）是763年－775年在位的皮克特人之王。據推測，基尼思一世的父親是達爾里阿達王國國王塞爾巴赫的兒子費拉達，他於736年被安格斯一世俘虜並被囚禁。在《皮特克人編年史》國王名單的某些版本中費拉達的統治都被刪去了，但是他的死亡已引起人們的注意，他被《阿爾斯特年鑑》、《坎布里亞年鑑》和《梅爾羅斯紀事》命名為“皮克特人國王”。費拉達的兒子加特奈特早些時候亦曾被列為皮克特人國王，也許是在720和730年代，在那些國王名單中將基尼思一世刪去。
在基尼思一世統治期間，阿爾斯特年鑑於768年記載在福尔特里乌的一場與達爾里阿達國王艾德·芬德的戰鬥。這是自741年以來的首次記載達爾里阿達王國的事蹟。該記載並未記錄戰鬥的結果。在不太可靠的消息來源《愛爾蘭王國年鑑》給了一個不同的版本，將這場戰鬥放在倫斯特省，並將勝利者命名為維伊·法爾吉的辛納德·麥克·弗萊恩，以及擊敗他的敵人為艾德。
據達勒姆的塞米昂所記載，諾森布里亞國王阿爾瑞於774年被廢黜後逃至在基尼思一世的王庭。
根據數個獨立的來源記載，被稱為“皮克特國王辛那頓（Cinadhon）”的基尼思一世於775年逝世。
基尼思一世並沒有記載有兒子在世，但《阿爾斯特年鑑》記載於778年“ Eithne ingen Cinadhon”之死似乎是記載他的女兒的離世。